# Johannes Schulze (Bildhauer)
Johannes (auch Hannes) Schulze (* 10. September 1939 in Plauen; † 12. März 2025) war ein deutscher Bildhauer und Restaurator.

## Leben und Werk
Schulze absolvierte von 1953 bis 1955 eine Lehre als Maurer und arbeitete dann bis 1957 in seinem Beruf. Von 1957 bis 1961 studierte er an der Fachschule für Angewandte Kunst Leipzig. 1961/1962 arbeitete er als Kunsterzieher. Seitdem war er als Bildhauer und Restaurator freischaffend in Plauen tätig. Er schuf Skulpturen, Relieftafeln und Portraitbüsten aus Holz, Metall und Stein. Seine plastischen Arbeiten finden sich insbesondere in Plauen und Chemnitz. Steinrestauratorische Arbeiten führte er u. a. in Plauen, Bad Elster, Eisenberg, Greiz und Meerane aus. Er unternahm Studienreisen u. a. nach Moskau und Irkutsk.
Schulze war von 1972 bis 1990 Mitglied des Verband Bildender Künstler der DDR und gehörte ab 1991 dem Chemnitzer Künstlerbund an.
Er war mit Gudrun Schulze verheiratet. 2025 starb er im Alter von 85 Jahren nach langer, schwerer Krankheit.

## Werke (Auswahl)

### Plastiken im öffentlichen Raum

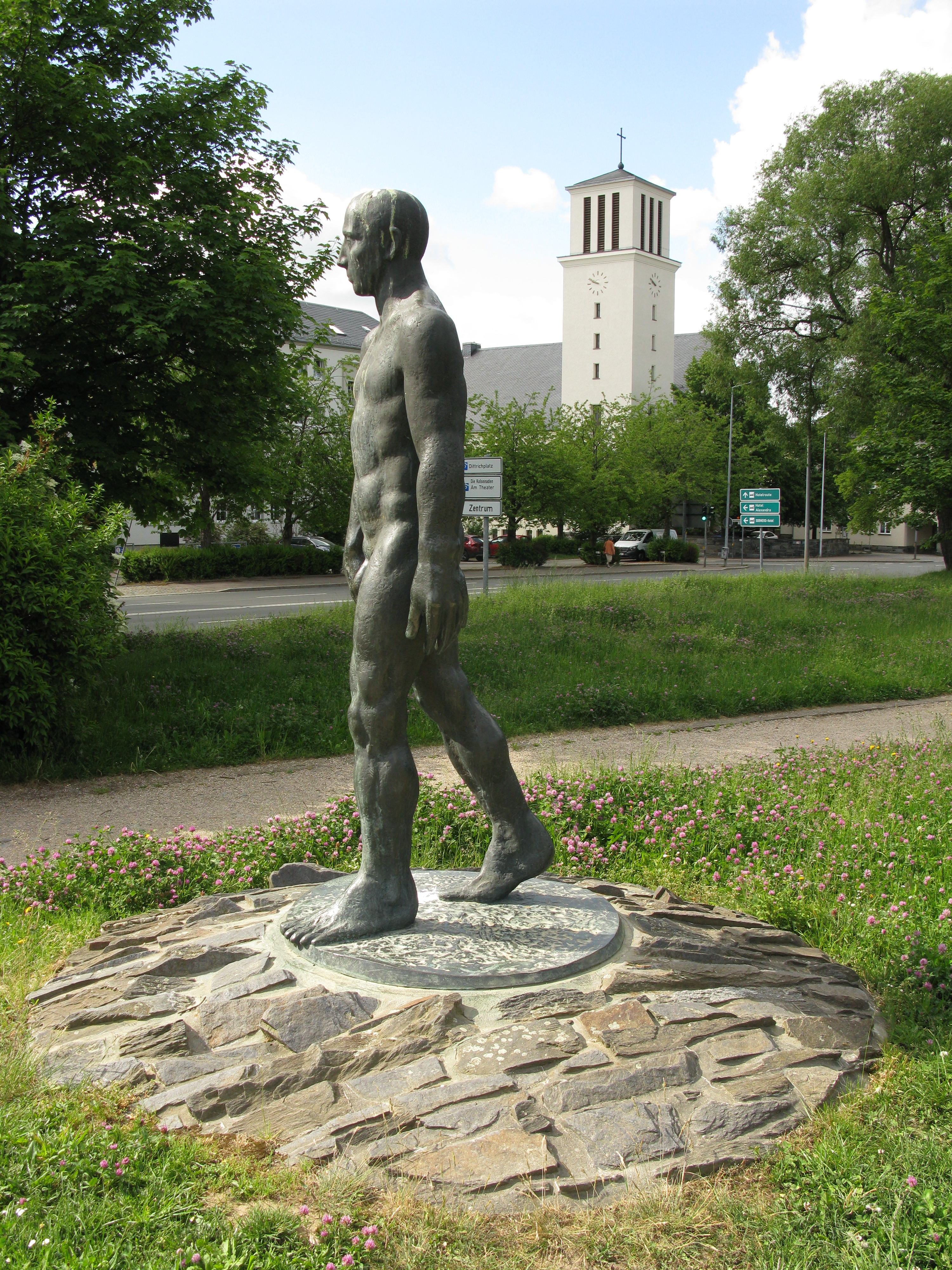
Der befreite Mensch in Plauen

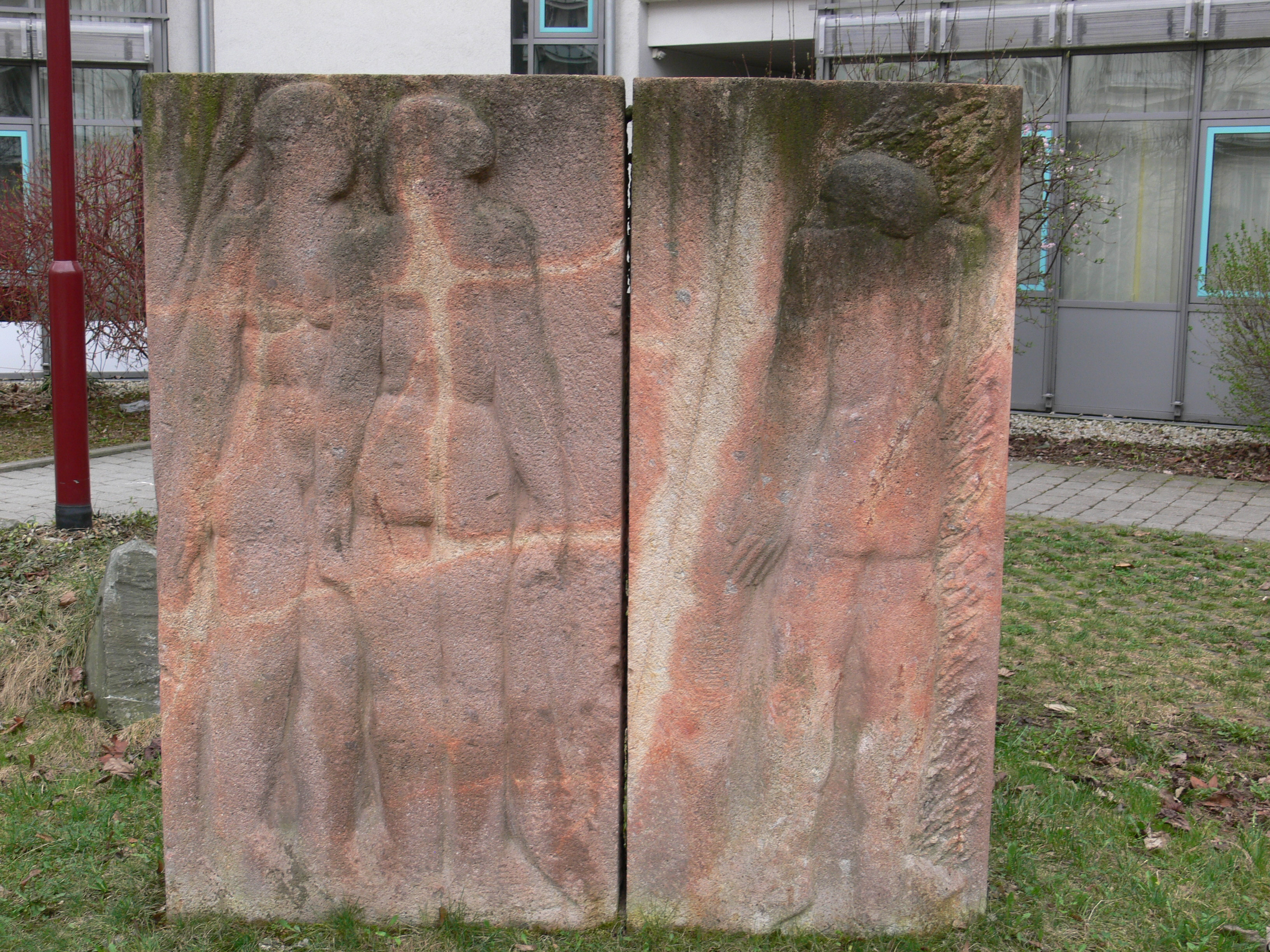
Rückblick in Chemnitz

- Schwimmer (1977, Bronze; Chemnitz, Waisenhof)[3]
- Liegende (1979, Beton, Chemnitz, Brühl ?)[4]
- Jugend im Sozialismus (1980, Skulptur, Eschen-Holz; Chemnitz, vormals Park am Falkeplatz; entfernt)[5]
- Rückblick (1980/1981; zweiteiliger Steinblock mit Relief; Porphyr; Chemnitz, Innere Klosterstraße, Skulpturengarten der Volksbank Chemnitz; Eigentum der Neuen Sächsischen Galerie)[6]
- Der befreite Mensch (1985, sächsisches Kulturdenkmal; Plauen, Albertplatz)[7]
- Emanuel Gottlieb Flemming (wohl 1985, Bronzeguss auf Porphyr; Chemnitz, Flemmingstraße 8)[8]
- Blumme August (2000, Statue, Bronze; Plauen, Straßberger Straße)[9]
- Sechs Glockenspielfiguren (2002, Bronze; Chemnitz, Renaissance-Portal des Alten Rathauses)[10]

### Gedenktafeln im öffentlichen Raum
- Wir sind das Volk. 7. Oktober 1989 (1993; Bodenplatte, Bronze; Plauen, Unterer Graben, vor dem Eingang zum Neuen Rathaus)
- Isidor Goldberg (1996, Bronze, Plauen, Krausenstraße 2)[11]
- Karl May (1999, Bronze; vormals Plauen, 2021 gestohlen)[12]

### Porträt-Büsten
- Carl von Bach (1986, Bronze; Chemnitz, Eingangshalle der Technischen Universität Chemnitz)
- Immanuel Kant (Bronze; Chemnitz, Landeszentrum zur Betreuung Blinder und Sehbehinderter)

### Weitere Plastiken aus Metall
- Rückblick (1979, Relieftafel, Messingguss)[13]
- Traum und Alptraum (1985, Plastik, Metall)[14]
- Spanische Gitarre; nach Pablo Neruda (1986, Bronze)[15]

## Ausstellungen (unvollständig)

### Personalausstellungen
- 1984: Plauen, Vogtlandmuseum (mit Rolf Magerkord)
- 2019: Plauen, Galerie des Bund Bildender Künstler Vogtland e.V.[16]

### Teilnahme an zentralen und wichtigen regionalen Ausstellungen in der DDR
- 1973: Berlin, Treptower Park, „Plastik und Blumen“
- 1974, 1979 und 1985: Karl-Marx-Stadt, Bezirkskunstausstellungen
- 1976: Karl-Marx-Stadt, Städtische Museen („Jugend und Jugendobjekte im Sozialismus“)
- 1977: Leipzig, Messehaus am Markt („Kunst und Sport“)
- 1979: Karl-Marx-Stadt („Plastik im Freien“)
- 1982/1983 und 1987/1988: Dresden, IX. und X. Kunstausstellung der DDR
- 1984/1985 Karl-Marx-Stadt, Städtisches Museum am Theaterplatz
- („Retrospektive 1945–1984. Bildende Kunst im Bezirk Karl-Marx-Stadt“)
- 1986: Gotha, Schlossmuseum („Das Urteil des Paris in der bildenden Kunst der DDR“)
- 1989: Karl-Marx-Stadt, Museum am Theaterplatz („Plastik. Bildhauer des Bezirkes Karl-Marx-Stadt“)